# جلئم لعلي (ردفان)

تعديل مصدري - تعديل

جلئم لعلي هي إحدى قرى عزلة الحبيلين بمديرية ردفان التابعة لمحافظة لحج، بلغ تعداد سكانها 274 نسمة حسب تعداد اليمن لعام 2004.